# Nicotiana knightiana
Nicotiana knightiana ist eine Pflanzenart aus der Gattung Tabak (Nicotiana) aus der Familie der Nachtschattengewächse (Solanaceae). Die Art ist in Peru verbreitet.

## Beschreibung
Nicotiana knightiana ist eine meist mehrjährige Pflanze, die leicht verholzt. Die Pflanzen wachsen buschig und sind stark beblättert. Die Blütenstände sind Rispen, die länger als breit sind. Die Blütenstiele sind 3 bis 4 mm lang und verlängern sich an der Frucht auf 5 bis 8 mm. Der Kelch ist zylindrisch, an der Basis verschmälert, die Häutchen zwischen den Kelchzipfeln sind oftmals lang, schmal gekielt. Die Kelchzipfel selbst sind breit dreieckig. Die Krone ist blass gelb-grün bis aschfarben und mit kurzen seidigen Trichomen behaart. Der Kronsaum ist dunkelgrün, samtig und leicht in fünf fast abgeschnittene, oftmals stachelspitzige Kronlappen übergehend. Die Staubblätter besitzen leicht geschwungenen Staubfäden.
Die Kapsel ist breit eiförmig und 6 bis 10 mm lang.
Die Chromosomenzahl beträgt 2n = 24.

## Systematik
Innerhalb der Gattung Nicotiana wird die Art in die Sektion Paniculatae eingeordnet.

## Vorkommen
Die Art ist in Peru verbreitet.

## Nachweise